# Ben van Berkel

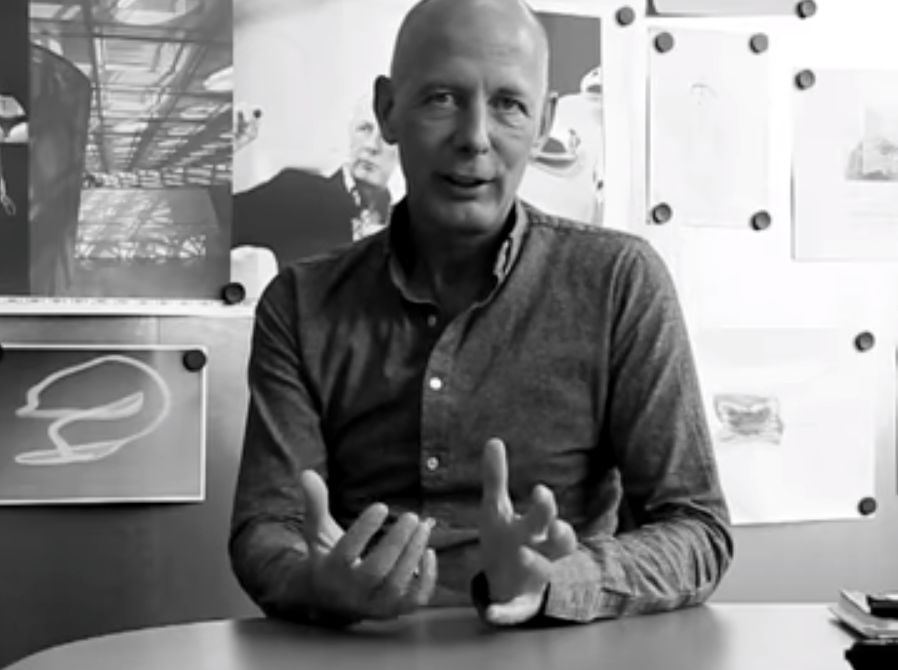
Ben van Berkel

Ben van Berkel, född 1957, är en nederländsk arkitekt. 
Han föddes i Utrecht och utbildade sig vid Gerrit Rietveld Academie i Amsterdam  och vid Architectural Association School of Architecture i London och tog sin examen 1987. Därefter fick han praktikplatser hos Zaha Hadid och Santiago Calatrava, innan han 1988 startade arkitektkontoret van Berkel & Bos Architectuurbureau i Amsterdam tillsammans med Caroline Bos. Sedan dess har de dock flyttat sina projekt till designkontoret UNStudio, som grundades 1998. Förutom byggnads- och infrastrukturprojekt har van Berkel varit gästprofessor vid Columbia University i New York och vid Harvard University, samt tillsammans med Caroline Bos som gästprofessor vid Princeton University.

## Projekt
- 2007 - Lighthouse, Århus, DK
- 2006 - Talee Plaza, Kaohsiung, TW
- 2005 - Wellington Waterfront, Wellington, NZ
- 2005 - 2006 ‘Summer of Love’, Schirn Kunsthalle, Frankfurt, DE
- 2004 - Stadsplanering Siemens City, Wien, AT
- 2004 - Sofa Circle, Walter Knoll, Amsterdam, NL
- 2004 - 2006 Theehuis op bunker, Groot Kantwijk, Vreeland, NL
- 2004 - Battersea Weave Office Building, London, UK
- 2003 - Laboratorium för universitetet i Groningen, NL
- 2003 - Aqua-duct N57, Zeeland, NL
- 2003 - 2005 Varuhus, Seoul, KR
- 2003 - Mahler 4 Office Tower, South-axis Amsterdam, NL
- 2002 - Ground Zero, New York, USA
- 2002 - 2007 Teater, Lelystad, NL
- 2002 - Bullerskydd mm, riksväg A2, sträckan Everdingen−Empel, NL[1]
- 2001 - 2006 Mercedes-Benz Museum, Stuttgart, DE
- 2001 - 2007 Utbyggnad och renovering av Judiska museet, Amsterdam, NL
- 2001 - 2005 Hotel Castell, lägenheter och hotell, Hammam, Zuoz, CH
- 2000 - 2005 Park och Rijn, höghus i Arnhem, NL
- 2000 - Renovering av Wadsworth Atheneum, Hartford, Connecticut, USA
- 2000 - Ponte Parodi (hamnutveckling), Genua, IT
- 2000 - 2003 Living Tomorrow, paviljong, Amsterdam, NL
- 1999 - 2004 La Defense, kontorsbyggnad, Almere, NL
- 1999 - 2006 Lägenheter, Amsterdam, NL
- 1998 - 2007 Musikarena, Universität Graz, AT
- 1996 - Arnhems centralstation, masterplan, Arnhem, NL
- 1995 - 1998 Het Valkhof Museum, Nijmegen, NL
- 1994 - Villa Willbrink, Amersfoort, NL
- 1993 - 1995 Villa Möbius, Het Gooi, NL
- 1991 - 1996 Erasmusbron, Rotterdam, NL